# لانپریسون
لانپریسون (انگلیسی: Lanperisone) یک داروی شل کننده عضلانی است.